# Zaur Mehrəliyev
Zaur Manaf oğlu Mehrəliyev (ros. Заур Манаф-Оглы Мехралиев; ur. 14 grudnia 1992) – rosyjski i azerski zapaśnik startujący w stylu klasycznym. Zajął osiemnaste miejsce w mistrzostwach świata w 2010. Dziesiąty w Pucharze Świata w 2012. Trzeci na MŚ juniorów w 2012 roku.
Mistrz Rosji kadetów i juniorów